# 开成中学校及高等学校
35°43′57″N 139°45′54″E / 35.732444°N 139.764972°E
开成中学校及高等学校（日语：／ Kaisei Chūgakkō Kōtō Gakkō）是日本一所位于东京都东京市荒川区西日暮里四丁目的中高一贯教育制私立男子中学校、高等学校。在高校教育阶段，仅仅是在高一时，由本校中等部升入高等部的学生和通过外部考入高等部的学生会分别编入不同的班级；但到了高二时，这些学生会混合编排并重新分配到新班级。开成中学校及高等学校高等部长年位居东京大学录取人数全日本第一。